# Colocleora proximaria
Colocleora proximaria är en fjärilsart som beskrevs av Walker 1860. Colocleora proximaria ingår i släktet Colocleora och familjen mätare. Inga underarter finns listade i Catalogue of Life.